# Tmesisternus ruficornis
Tmesisternus ruficornis är en skalbaggsart som först beskrevs av Thomson 1865.  Tmesisternus ruficornis ingår i släktet Tmesisternus och familjen långhorningar. Inga underarter finns listade i Catalogue of Life.